# Stazione di Napoli Gianturco
Stazione di Napoli Gianturco vasútállomás Olaszországban, Nápoly településen.

## Vasútvonalak
Az állomást az alábbi vasútvonalak érintik:
- Line 2

## Kapcsolódó állomások
A vasútállomáshoz az alábbi állomások vannak a legközelebb:
- Stazione di Napoli Piazza Garibaldi (Stazione di Pozzuoli Solfatara, Line 2)
- Stazione di Casalnuovo (RFI) (Stazione di Caserta)
- Stazione di Napoli San Giovanni-Barra (Stazione di Castellammare di Stabia)
- Stazione di Napoli San Giovanni-Barra (Stazione di Napoli San Giovanni-Barra, Line 2)
- Stazione di Napoli Piazza Garibaldi (Stazione di Napoli Campi Flegrei)
- Stazione di Napoli San Giovanni-Barra (Stazione di Salerno)